# Ouéndé-Kénéma
Ouendé-Kénéma est une ville et une sous-préfecture de Guinée, rattachée à la préfecture de Guéckédou et à la région de Nzérékoré. 

## Population
En 2016, le nombre d'habitants est estimé à 32 827, à partir d'une extrapolation officielle du recensement de 2014 qui en avait dénombré 30 705 .